# 实时消息协议
实时消息协议（英語：Real-Time Messaging Protocol，缩写RTMP）也称实时消息传输协议，是最初由Macromedia为通过互联网在Flash播放器与一个服务器之间传输流媒体音频、视频和数据而开发的一个专有协议。Macromedia后被Adobe Systems收购，该协议也已发布了不完整的规范供公众使用。
RTMP协议有许多变种：
1. RTMP本身，基于TCP，默认使用1935端口的「明文」协议。
2. RTMPS，通过TLS/SSL连接传输的RTMP。
3. RTMPE，使用Adobe自有安全机制加密的RTMP。虽然实现上的细节是专有的，但该机制使用行业标准的密码学加密算法。[1]
4. RTMPT，将RTMP封裝在HTTP中，用于穿透防火墙。RTMPT通常使用TCP的80和443通訊埠端口，从而能够绕过大多数的公司流量过滤。封装的会话中可以携带明文RTMP、RTMPS或RTMPE数据包。
5. RTMFP, 基于UDP而非TCP的RTMP，用于取代RTMP Chunk Stream。Adobe开发了安全的实时媒体流协议（英语：Real-Time Media Flow Protocol）套件，可以让最终用户互相之间直接连接和通信（P2P）。

虽然RTMP的主要动机是成为一个播放Flash视频的协议，但它也用于其他一些应用程序，如Adobe LiveCycle Data Services ES。